# 田中亜土夢
田中 亜土夢（たなか あとむ、1987年10月4日 - ）は、新潟県新潟市東区出身のプロサッカー選手。ポジションは攻撃的ミッドフィールダー。FCコーテーペー所属。
兄はサッカー審判員の田中玲匡。既婚。

## 来歴

### プロ入り前
10歳の頃からサッカーを始める。中学卒業前にサンフレッチェ広島ユースのセレクションを受けたが、最終選考で落選した。中学卒業後は新潟を離れて前橋育英高校に進学したが、全国高等学校サッカー選手権大会には出場できなかった。2005年にアルビレックス新潟の特別指定選手となり、リーグ戦2試合に出場した。

### アルビレックス新潟
高校卒業後の2006年に新潟に入団。リーグ戦22試合に出場し、J1第33節名古屋戦でプロ初得点を記録した。2007年は前年に引き続きU-20日本代表に選出されたが、9月に右第5中足骨基部骨折で全治3ヶ月の重傷を負った。
2008年、怪我から復帰すると徐々に出場時間を延ばし、25試合に出場して1得点を記録した。その後、約1年半出場機会に恵まれなかったが、2011年は右サイドハーフのレギュラーに定着し、リーグ戦25試合に出場してプロ入り後最多となる3得点を挙げた。また、2011年12月3日のJ1第34節名古屋戦が、リーグ戦100試合目の出場となった。
2012年は左サイドハーフにポジションを移し、サイドバックの金珍洙と共に攻撃の起点となった。新潟はかろうじて残留を決める苦しいシーズンを送ったが、田中は自身初にしてチーム唯一のリーグ戦全試合に出場し、自己最多の4得点を記録した。
前年に続き主力として活躍した2013年には、新潟のJ1昇格10年を記念して新潟日報が企画した10年間のベストイレブンに選ばれた。シーズン終了後にはポーランド1部リーグのレヒア・グダニスクや、ドイツ2部リーグのエネルギー・コットブスといった海外クラブへの移籍話が持ち上がるが、いずれも実現せず新潟との契約を更新した。2014年は自ら志願して背番号を10に変更してプレーするが、シーズン終了後に海外移籍を目指して新潟を退団した。

### HJKヘルシンキ
2015年2月10日、フィンランド、ヴェイッカウスリーガ所属のHJKヘルシンキへの加入が発表された。背番号は新潟時代に引き続き10番。同月13日のリーグカップ、ロヴァニエメン・パロセウラ戦で初出場し、90分に初得点を記録した。加入一年目の田中はリーグ戦33戦中の31試合に出場。主にトップ下を務め、8得点を挙げた。
2017年4月6日、開幕戦のヴァーサン・パロセウラ戦で2得点1アシストの活躍を見せた。国内2冠を達成し、2017年シーズン限りで3年間在籍したヘルシンキを退団した。

### セレッソ大阪
2018年よりJ1のセレッソ大阪に加入。
2019年シーズンは、リーグ戦スタメン出場は無いものの21試合に出場し2得点を記録した。ルヴァンカップ第4節で、チームメイトも驚く、胸トラップから左足ドライブシュートで決勝点を決めた。ベガルタ仙台戦では、雪が降る状況でチームの2点目を決めて勝利に貢献、試合後には「かなり雪が強くなって、グラウンドがフィンランドみたいだったので、当時を思い返しながら、僕にとっては、ホームグラウンドでしたね」と話した。リーグ戦第26節アウェイ開催の浦和レッズ戦での決勝ゴールが9月度の月間ベストゴールに選ばれた。ゴールした際には『鉄腕アトムポーズ』を決めた。シーズン終了後に契約満了により退団。

### HJKヘルシンキ復帰
2020年3月、3年ぶりにHJKヘルシンキへの加入が発表された。このシーズンは、リーグ戦とカップ戦の2冠達成に貢献した。
2022年、ボランチとしてプレー。

## プレースタイル
豊富な運動量を武器とする攻撃的ミッドフィールダー。新潟在籍時は主に左右のサイドハーフとしてプレーした。素早い攻守の切り替えでチームに貢献し、柳下正明監督に「攻守のスイッチを入れる選手」と評される一方で、要所でのボールロストが目立つ試合もあった。
ボールの位置によって全体でスライドする事を志向するロティーナ監督は「我々の求めていることへ適応する能力が高い選手です。よりゴールが必要な状況であれば、トシ(高木俊幸)を選んでいたかも知れません。ただ、あの場面では、よりボールをキープできる選手、ディフェンス面でプレッシャーにいける選手、内側へのパスコースを締めることができる選手が必要だったので、亜土夢を入れました」と話した。

## 人物
新潟所属時の田中は地元出身の生え抜き選手としてサポーター人気が高く、地元企業のCMや広告、自治体や警察等の広報にも多数起用された。ローカル番組を中心にテレビ出演の機会も多く、2010年3月14日に放送された『やべっちFC〜日本サッカー応援宣言〜』にて、「テク-1グランプリ」というJリーグ各クラブの選手がテクニックを競う企画に出演し、チャンピオンに輝いている。
2007年のサッカーダイジェスト選手名鑑では、趣味特技にけん玉、スノーボードを挙げていた。近年は、水墨画に親しんでいる。
フィンランドのサッカークラブでプレーし、フィンランド文化を発信している縁から、フィンランド発祥のスポーツであるモルックの日本協会である、日本モルック協会オフィシャル・モルックアンバサダーに2022年8月より就任している。
セレッソ大阪公式ユーチューブチャンネルで行われたフリースタイルフットボーラーとのリフティング対決に出演し、フリースタイルフットボールの世界大会で優勝経験のあるセアンガルニエーを驚かせるパフォーマンスを披露した。

## 所属クラブ
ユース経歴
- 1996年 - 1999年 新通イーグルス (新潟市立牡丹山小学校)
- 2000年 - 2002年 新潟市立木戸中学校
- 2003年 - 2005年 前橋育英高等学校
  - 2005年  アルビレックス新潟 (特別指定選手)

プロ経歴
- 2006年 - 2014年  アルビレックス新潟
- 2015年 - 2017年  HJKヘルシンキ
- 2018年 - 2019年  セレッソ大阪
- 2020年 - 2024年  HJKヘルシンキ
- 2025年 -  FCコーテーペー

## 個人成績
| 国内大会個人成績 | 国内大会個人成績 | 国内大会個人成績 | 国内大会個人成績 | 国内大会個人成績 | 国内大会個人成績 | 国内大会個人成績 | 国内大会個人成績 | 国内大会個人成績 | 国内大会個人成績 | 国内大会個人成績 | 国内大会個人成績 |
| 年度             | クラブ           | 背番号           | リーグ           | リーグ戦         | リーグ戦         | リーグ杯         | リーグ杯         | オープン杯       | オープン杯       | 期間通算         | 期間通算         |
| 年度             | クラブ           | 背番号           | リーグ           | 出場             | 得点             | 出場             | 得点             | 出場             | 得点             | 出場             | 得点             |
| 日本             | 日本             | 日本             | 日本             | リーグ戦         | リーグ戦         | リーグ杯         | リーグ杯         | 天皇杯           | 天皇杯           | 期間通算         | 期間通算         |
| ---------------- | ---------------- | ---------------- | ---------------- | ---------------- | ---------------- | ---------------- | ---------------- | ---------------- | ---------------- | ---------------- | ---------------- |
| 2005             | 新潟             | 35               | J1               | 2                | 0                | 0                | 0                | 0                | 0                | 2                | 0                |
| 2006             | 新潟             | 32               | J1               | 22               | 1                | 4                | 1                | 1                | 0                | 27               | 2                |
| 2007             | 新潟             | 23               | J1               | 11               | 1                | 2                | 0                | 0                | 0                | 13               | 1                |
| 2008             | 新潟             | 23               | J1               | 25               | 1                | 5                | 0                | 2                | 0                | 32               | 1                |
| 2009             | 新潟             | 23               | J1               | 5                | 0                | 3                | 0                | 2                | 0                | 10               | 0                |
| 2010             | 新潟             | 23               | J1               | 10               | 1                | 3                | 0                | 3                | 3                | 16               | 4                |
| 2011             | 新潟             | 23               | J1               | 25               | 3                | 2                | 1                | 1                | 0                | 28               | 4                |
| 2012             | 新潟             | 23               | J1               | 34               | 4                | 4                | 0                | 1                | 0                | 39               | 4                |
| 2013             | 新潟             | 23               | J1               | 33               | 4                | 6                | 0                | 2                | 1                | 41               | 5                |
| 2014             | 新潟             | 10               | J1               | 33               | 2                | 4                | 1                | 2                | 1                | 39               | 4                |
| フィンランド     | フィンランド     | フィンランド     | フィンランド     | リーグ戦         | リーグ戦         | リーグ杯         | リーグ杯         | オープン杯       | オープン杯       | 期間通算         | 期間通算         |
| 2015             | HJK              | 10               | ヴェイッカウス   | 31               | 8                | 5                | 1                | 3                | 2                | 39               | 11               |
| 2016             | HJK              | 10               | ヴェイッカウス   | 17               | 5                | 5                | 2                | 2                | 1                | 24               | 8                |
| 2017             | HJK              | 10               | ヴェイッカウス   | 33               | 7                | -                | -                | 5                | 2                | 38               | 9                |
| 日本             | 日本             | 日本             | 日本             | リーグ戦         | リーグ戦         | リーグ杯         | リーグ杯         | 天皇杯           | 天皇杯           | 期間通算         | 期間通算         |
| 2018             | C大阪            | 32               | J1               | 6                | 0                | 1                | 0                | 1                | 0                | 8                | 0                |
| 2019             | C大阪            | 32               | J1               | 21               | 2                | 8                | 1                | 3                | 0                | 32               | 3                |
| フィンランド     | フィンランド     | フィンランド     | フィンランド     | リーグ戦         | リーグ戦         | リーグ杯         | リーグ杯         | オープン杯       | オープン杯       | 期間通算         | 期間通算         |
| 2020             | HJK              | 37               | ヴェイッカウス   | 19               | 5                | 4                | 0                | 0                | 0                | 23               | 5                |
| 2021             | HJK              | 37               | ヴェイッカウス   | 16               | 1                | 5                | 1                | 0                | 0                | 21               | 2                |
| 2022             | HJK              | 37               | ヴェイッカウス   | 19               | 1                | 1                | 0                | 2                | 0                | 22               | 1                |
| 2023             | HJK              | 37               | ヴェイッカウス   | 18               | 1                | 5                | 2                | 1                | 0                | 24               | 3                |
| 2024             | HJK              | 37               | ヴェイッカウス   | 8                | 0                | 2                | 0                | 2                | 0                | 12               | 0                |
| 2025             | KTP              | 37               | ヴェイッカウス   |                  |                  |                  |                  |                  |                  |                  |                  |
| 通算             | 日本             | 日本             | J1               | 227              | 19               | 42               | 4                | 18               | 5                | 287              | 28               |
| 通算             | フィンランド     | フィンランド     | 1部              | 161              | 28               | 27               | 6                | 15               | 5                | 203              | 39               |
| 総通算           | 総通算           | 総通算           | 総通算           | 388              | 47               | 69               | 10               | 33               | 10               | 490              | 67               |

- 2005年はJFA・Jリーグ特別指定選手として出場

| 2018   | C大23  | 32     | J3     | 1 | 0 | 1 | 0 |
| 2019   | C大23  | 32     | J3     | 2 | 0 | 2 | 0 |
| 通算   | 日本   | 日本   | J3     | 3 | 0 | 3 | 0 |
| 総通算 | 総通算 | 総通算 | 総通算 | 3 | 0 | 3 | 0 |

| 国際大会個人成績 | 国際大会個人成績 | 国際大会個人成績 | 国際大会個人成績 | 国際大会個人成績 |
| 年度             | クラブ           | 背番号           | 出場             | 得点             |
| AFC              | AFC              | AFC              | ACL              | ACL              |
| ---------------- | ---------------- | ---------------- | ---------------- | ---------------- |
| 2018             | C大阪            | 32               | 3                | 0                |
| 通算             | AFC              | AFC              | 3                | 0                |

その他の国際公式戦
- 2015年
  - UEFAチャンピオンズリーグ 2015-16 予選 4試合1得点
  - UEFAヨーロッパリーグ 2015-16 予選 2試合0得点
- 2016年
  - UEFAヨーロッパリーグ 2016-17 予選 4試合2得点

## 記録
- J1リーグ初出場 - 2005年11月27日 J1-第33節 対名古屋グランパスエイト戦（名古屋市瑞穂公園陸上競技場）
- J1リーグ初得点 - 2006年4月8日 J1-第7節 対ヴァンフォーレ甲府戦（松本平広域公園総合球技場）

## 代表歴
- U-19日本代表
  - AFCユース選手権2006 (出場5試合0得点[35])
- U-20日本代表
  - 2007 FIFA U-20ワールドカップ (出場3試合1得点[36])